# Pokal Nogometne zveze Slovenije 2008-2009
La Pokal Nogometne zveze Slovenije 2008./09. (in lingua italiana: Coppa della federazione calcistica slovena 2008-09), detta anche Pokal Hervis 2008./09. per motivi di sponsorizzazione, fu la diciottesima edizione della coppa nazionale di calcio della Repubblica di Slovenia.
A vincere fu l'Interblock, al suo secondo titolo nella competizione.

Questo successo diede ai lubianesi l'accesso alla UEFA Europa League 2009-2010.
Vi furono 2 capicannonieri con 5 reti ciascuno:
Sebastjan Cimirotič (Olimpia Lubiana) e Marcos Tavares (Maribor).

## Partecipanti
Le 10 squadre della 1. SNL 2008-2009, più il Livar (10° in 1. SNL 2007-2008), sono ammesse di diritto. Gli altri 20 posti sono stati assegnati attraverso le coppe inter–comunali.
| Ammesse di diritto | Coppe inter–comunali | Coppe inter–comunali | Coppe inter–comunali | Coppe inter–comunali |
| Ammesse di diritto | Associazione         | Squadre              | Squadre              | Squadre              |
| --- | -------------------- | -------------------- | -------------------- | -------------------- |
| - 1. SNL 2008-2009: - Celje - Domžale - Drava Ptuj - Gorica - Interblock - Koper - Maribor - Nafta Lendava - Primorje - Rudar Velenje - Posto in più: - Livar | MNZ Lubiana          | Olimpia Lubiana      | Bela Krajina         | Krka                 |
| - 1. SNL 2008-2009: - Celje - Domžale - Drava Ptuj - Gorica - Interblock - Koper - Maribor - Nafta Lendava - Primorje - Rudar Velenje - Posto in più: - Livar | MNZ Maribor          | Slovenj Gradec       | Dravograd            | Korotan Prevalje     |
| - 1. SNL 2008-2009: - Celje - Domžale - Drava Ptuj - Gorica - Interblock - Koper - Maribor - Nafta Lendava - Primorje - Rudar Velenje - Posto in più: - Livar | MNZ Celje            | Šentjur              | Krško                |                      |
| - 1. SNL 2008-2009: - Celje - Domžale - Drava Ptuj - Gorica - Interblock - Koper - Maribor - Nafta Lendava - Primorje - Rudar Velenje - Posto in più: - Livar | MNZ Capodistria      | Izola                | Bonifika             |                      |
| - 1. SNL 2008-2009: - Celje - Domžale - Drava Ptuj - Gorica - Interblock - Koper - Maribor - Nafta Lendava - Primorje - Rudar Velenje - Posto in più: - Livar | MNZ Nova Gorica      | Adria                | Idrija               |                      |
| - 1. SNL 2008-2009: - Celje - Domžale - Drava Ptuj - Gorica - Interblock - Koper - Maribor - Nafta Lendava - Primorje - Rudar Velenje - Posto in più: - Livar | MNZ Murska Sobota    | Mura 05              | ŠD Roma              |                      |
| - 1. SNL 2008-2009: - Celje - Domžale - Drava Ptuj - Gorica - Interblock - Koper - Maribor - Nafta Lendava - Primorje - Rudar Velenje - Posto in più: - Livar | MNZ Lendava          | Črenšovci            | Polana               |                      |
| - 1. SNL 2008-2009: - Celje - Domžale - Drava Ptuj - Gorica - Interblock - Koper - Maribor - Nafta Lendava - Primorje - Rudar Velenje - Posto in più: - Livar | MNZ Goreniska-Kranj  | Šenčur               | Velesovo             |                      |
| - 1. SNL 2008-2009: - Celje - Domžale - Drava Ptuj - Gorica - Interblock - Koper - Maribor - Nafta Lendava - Primorje - Rudar Velenje - Posto in più: - Livar | MNZ Ptuj             | Aluminij             | Zavrč                |                      |

### Calendario
| Turno         | Date                 | Partite | Club    |
| ------------- | -------------------- | ------- | ------- |
| Primo turno   | 2-19 agosto 2008     | 9       | 30 → 21 |
| Secondo turno | 3 settembre 2008     | 5       | 21 → 16 |
| Ottavi        | 16-17 settembre 2008 | 8       | 16 → 8  |
| Quarti        | 22 ottobre 2008      | 4       | 8 → 4   |
| Semifinali    | 15/29 aprile 2009    | 4       | 4 → 2   |
| Finale        | 30 maggio 2009       | 1       | 2 → 1   |

## Primo turno
| Squadra 1       | Risultato | Squadra 2        |
| --------------- | --------- | ---------------- |
| Zavrč           | 3 – 0     | Korotan Prevalje |
| Črenšovci       | 2 – 5     | Aluminij         |
| Šentjur         | 8 – 1     | Polana           |
| Mura 05         | 11 – 0    | Slovenj Gradec   |
| Dravograd       | 9 – 1     | ŠD Roma          |
| Bela Krajina    | 1 – 2     | Bonifika         |
| Olimpia Lubiana | 8 – 0     | Velesovo         |
| Idrija          | 1 – 2     | Krka             |
| Šenčur          | 3 – 2     | Krško            |
| Adria           | esentato  | Izola ritirato   |

## Secondo turno
| Squadra 1 | Risultato | Squadra 2       |
| --------- | --------- | --------------- |
| Krka      | 3 – 0     | Aluminij        |
| Mura 05   | 3 – 1     | Šentjur         |
| Zavrč     | 1 – 0     | Dravograd       |
| Šenčur    | 0 – 1     | Olimpia Lubiana |
| Adria     | 1 – 5     | Bonifika        |

## Ottavi di finale
Entrano le 10 squadre della 1. SNL 2008-2009, più il Livar.
| Squadra 1     | Risultato             | Squadra 2       |
| ------------- | --------------------- | --------------- |
| Mura 05       | 1 – 3                 | Maribor         |
| Krka          | 1 – 3                 | Nafta           |
| Koper         | 1 – 1 (dts) (3-1 dtr) | Olimpia Lubiana |
| Rudar Velenje | 2 – 1                 | Celje           |
| Domžale       | 1 – 4                 | Livar           |
| Bonifika      | 1 – 2                 | Interblock      |
| Gorica        | 2 – 1                 | Drava Ptuj      |
| Primorje      | 5 – 0                 | Zavrč           |

## Quarti di finale
| Squadra 1 | Risultato             | Squadra 2     |
| --------- | --------------------- | ------------- |
| Primorje  | 2 – 3                 | Interblock    |
| Maribor   | 2 – 0                 | Rudar Velenje |
| Koper     | 1 – 1 (dts) (3-2 dtr) | Nafta         |
| Gorica    | 6 – 0                 | Livar         |

## Semifinali
| Squadra 1  | Totale | Squadra 2 | Andata | Ritorno |
| ---------- | ------ | --------- | ------ | ------- |
| Interblock | 5 – 4  | Maribor   | 2 – 2  | 3 – 2   |
| Gorica     | 3 – 4  | Koper     | 2 – 4  | 1 – 0   |

## Finale
| Arbitro: | Darko Čeferin (Kranj) |

| |            | |
| Berić 40’ Rakovič 53’ | Marcatori  | 76’ Viler |
| Strajnar (21' Grabus) Jogan Rakovič Elsner Zeljković Matić (89' Božič) Macjen N'Tame (82' Skubic) Jelečević Berić Grabić | Formazioni | Suhonjič Polovanec Handangić Ipavec (25' Radujko) Vitagliano (72' Božičič) Petrović Struna Brulc Tajević Viler Guberac (79' Mertelj) |
| Igor Benedejčič | Allenatori | Nedžad Okčič |